# La Neuveville-sous-Châtenois
La Neuveville-sous-Châtenois é uma comuna francesa na região administrativa de Grande Leste, no departamento de Vosges. Estende-se por uma área de 7,41 km². Em 2010 a comuna tinha 384 habitantes (densidade: 51,8 hab./km²).